# Alfons Borrell Palazón
Alfons Borrell y Palazón (Barcelona, 3 de junio de 1931-Sabadell, 6 de octubre de 2020) fue un pintor abstracto español.

## Biografía
En 1940 su familia se trasladó a Sabadell, ciudad donde vivió desde los nueve años. Después de tener varios trabajos ocasionales, en 1950 completó el servicio militar en el Puerto de Pollensa (Mallorca), donde asistió al taller de Hermen Anglada Camarasa 3 y menudeó con pintores medios de Mallorca. De regreso en Sabadell en 1952, trabajó en la relojería familiar. En Barcelona, hizo dos cursos libres de dibujo al natural en la Escuela de Bellas Artes de Sant Jordi, donde en 1953 conoció a la que fue su mujer, Rosa. En 1955 Borrell evolucionó desde la figuración hasta el expresionismo abstracto. El mismo año, participó con Joaquín Montserrat en la creación de la Sala de Arte Actual en la Academia de Bellas Artes de Sabadell y en 1957 colaboró en la revista Riutort, dirigida por Andreu Castells, en Sabadell. En 1959 conoció a Juan Eduardo Cirlot, que más adelante le dedicó un ensayo.
En 1969 formó parte, con Antoni Angle, Llorenç Balsach y Grau, Joan Josep Bermúdez, Manuel Duque, José Llorens, Joaquim Montserrat y Luis Vila Plana, siguiendo la corriente de la Action painting, del Grupo Gallot, el cual realizó varias acciones en la calle, en Sabadell y en Barcelona. Invitado por el crítico de arte Alexandre Cirici Pellicer, participó en la exposición inaugural del primer Museo de Arte Contemporáneo de Barcelona, en la cúpula del Cine Coliseum 2. Se casó con Rosa y en los próximos años nacieron sus tres hijos.
A principios de los años 1960 comenzó una década de investigación que le llevó a la simplificación de la forma y el color. En 1971 participó en la creación de la Sala Tres en la Academia de Bellas Artes de Sabadell. En 1973 trabajó en el orden y las simetrías, con una producción en la que destacan cambios en los materiales y en la manera de utilizarlos: adoptó la pintura acrílica en sustitución del aceite.
En 1975 tuvo lugar la primera exposición retrospectiva de su obra, en Sabadell. El año siguiente participó en la exposición Pintura Y en la Fundación Joan Miró, donde surgió como uno de los principales representantes de la nueva generación de pintores catalanes influidos por la obra de Joan Miró, Antoni Tàpies o Albert Ràfols-Casamada.
En 1977 entró en contacto con Lluís María Riera, director artístico de la Galería Joan Prats, y conoció a Joan Brossa, con el que inició de una fecunda amistad.
En 1978 hizo una exposición individual en el espacio 10 de la Fundación Joan Miró y colaboró en la revista Eczema. Fue seleccionado para participar en la exposición Cordura y locura. 11 artistas catalanes, en el Centro Georges Pompidou de París. En 1979 comenzó a exponer de forma regular en la Galería Joan Prats de Barcelona (1982, 1986, 1990, 1992, 1994...) y desde entonces sus obras se han exhibido en importantes eventos en Francia, en Alemania, los Estados Unidos y Japón.
Su pintura recibió el apoyo de críticos como Juan Eduardo Cirlot, Alexandre Cirici, María Luisa Borràs, María José Balsach, Pilar Parcerisas, Manuel Guerrero y los escritores y artistas Joan Brossa, Vicenç Altaió, Joaquim Sala-Sanahuja o Pere Jaume y Oriol Vilapuig.
En 1982 realizó tres diseños para el Teatro Estable en Sabadell. Entre 1983 y 1996 fue profesor de pintura en la Escuela Isla, escuela municipal de artes y oficios de Sabadell. En 1986 presentó un proyecto de espacio público en Sabadell, que no se terminó llevando a cabo. En 1987 realizó su primera exposición individual en París. Su crisis tras la muerte de su mujer Rosa, en 1988, dio como resultado la evolución de su pintura en el sentido de un radicalismo formal. En 1993 realizó el libro Traslado con Joan Brossa. En 1996 realizó la exposición itinerante por Cataluña Alfons Borrell o el aura de la pintura. En 1997 formó parte de la exposición Pintura de los setenta en Barcelona.
Participó en 2003 en la exposición del XXV aniversario de la Fundación Joan Miró. En 2006 se inauguró la exposición retrospectiva Alfons Borrell o la celebración del color en el Centro Cultural Tecla Sala de Hospitalet de Llobregat, exposición que fue itinerante en el Museo de Arte de Sabadell en 2007.
En 2008 la Galería Seis de Sabadell hizo una revisión de la obra de Borrell sobre papel entre los años 1960 y 1980. En 2010 el pintor expuso en la Galería Joan Prats - Artgráfico, donde se presentó el libro de artista Vocales, con poemas de Arthur Rimbaud y editado por Ediciones Origami. El MACBA adquirió, para su colección, un conjunto de dibujos de Borrell de finales de los años setenta, los cuales formaron parte de la exposición sobre sus fondos que se presentó en Barcelona y en Corea. Ese mismo año, el Ateneo Barcelonés, coincidiendo con la remodelación y restauración del edificio de su sede, le encargó una obra permanente de grandes dimensiones para la entrada del auditorio.
En 2011 realizó Tráfico boreal con Josep M. Mestres Quadreny, un nuevo proyecto editorial de tinta invisible. Coincidiendo con su 80 aniversario, la Fundación Palacio de Caldetas presentó una revisión de la obra sobre papel de 1956 a 2010. Exposición que se presentó en el Museo de Arte de Sabadell en 2013, año en el que vio la luz Reconocer Borrell –dirigido por Aleix Gallardet y producido por Pirinaigua Audiovisuales–, un documental sobre su vida y trayectoria artística.
En 2014, dentro de la VII Noche del Galerismo, recibió los Premios GAC organizados por las tres asociaciones de galerías de Cataluña: el Gremio de Galerías de Arte de Cataluña, la Asociación Art Catalunya y la Asociación Art Barcelona. Se le otorgó el premio honorífico en reconocimiento a su trayectoria y a su papel clave en la difusión del arte. Pasó sus últimos años pintando y viviendo en Sabadell, donde preparó un proyecto de intervención en el espacio público, en el centro de la ciudad. En 2015 la Fundación Miró le dedicó una gran retrospectiva con doscientas obras.